# Bendeleben
Bendeleben ist ein Ortsteil der Gemeinde Kyffhäuserland im thüringischen Kyffhäuserkreis, unweit der Kreisstadt Sondershausen an der Verbindungsstraße nach Bad Frankenhausen gelegen.

## Geografie

### Lage
Bendeleben liegt südwestlich des Kyffhäusergebirges. In der Nachbarschaft liegen (im Uhrzeigersinn im Nordwesten beginnend): Badra, Steinthaleben, Barbarossahöhle, Rottleben, Göllingen und ein Standortübungsplatz der Bundeswehr im Westen. Durch Bendeleben fließt die vor 600 Jahren künstlich angelegte Kleine Wipper, in die der von Westen kommende Siedenbach mündet.

### Klima
Der Jahresniederschlag beträgt 512 mm. Die Niederschlagsmengen sind extrem niedrig. Sie liegen im unteren Zwanzigstel der in Deutschland erfassten Werte. An 4 % der Messstationen des Deutschen Wetterdienstes werden niedrigere Werte registriert. Der trockenste Monat ist der Februar, die meisten Niederschläge fallen im Juni; dann fallen 2,6 mal mehr Niederschläge als im Februar. Die Niederschläge variieren mäßig. An 62 % der Messstationen werden niedrigere  jahreszeitliche Schwankungen registriert.

## Geschichte
Eine Siedlung aus der Jungsteinzeit existierte am heutigen westlichen Ortsrand. Aus der Bronzezeit wurde ein Hockergrab in der Gemarkung freigelegt. Seit etwa 500 vor Chr. weisen Bodenfunde auf die Besiedlung durch Germanen hin. Diese kannten die Eisengewinnung und -bearbeitung. Im Markgrafenholz befand sich wohl eine sagenumwobene Kultstätte. Ein dortiger Ringwall ist ein geschütztes Bodendenkmal.
Urkundlich erwähnt wurde Bendeleben um 870: Das Kloster Fulda erhielt Besitz im Ort, einen Fischteich in der Gemarkung 'Bentilaiba'. Die Endsilbe -leben im Ortsnamen deutet auf eine Siedlung der in den ersten Jahrhunderten n. Chr. eingewanderten germanischen Warnen oder Angeln hin. Eine weitere Deutung des Namens geht von der germanischen Endsilbe -laiba aus, welche Hinterlassenschaft oder Erbe  bedeutet. Dieser Deutung folgend deutet der Name auf das Erbe eines Herrn Bennit hin, woraus Bentelaiba wurde. 1136 ist der Ort als Benteleva verzeichnet, um 1200 Benteleibin, 1243 Benteloyben. Der heutige Name entstand final im 16. Jahrhundert. Ab dem 12. Jahrhundert wurde ein Adelsgeschlecht von Bendeleben genannt. Dieses altritterliche thüringische Dienstmannengeschlecht der Landgrafen von Thüringen hatte seinen Stammsitz auf einer Burg Bendeleben.
1211 wird Bertha von Bendeleben als Kindesmutter der Elisabeth von Thüringen auserwählt.
1249 kam der Ort an die Markgrafen von Meißen. Um 1337 wurde das Rittergut Bendeleben erstmals urkundlich erwähnt. 1433 kauft Martin von Bendeleben die Burg und das Dorf vom Landgrafen bon Thüringen und Markgrafen von Meißen. Mai 1525 schloss sich Balthasar von Bendeleben den aufständischen Bauern um Thomas Müntzer an. 1539 wurde die Reformation eingeführt. 1573 kam der Magister Johannes Clajus als Pfarrer nach Bendeleben. An Stelle eines Vorgängerbaus aus dem 12./13. Jahrhundert wurde 1588 die Kirche St. Pankratii gebaut, 1623 war auch der Kirchturm vollendet. 
Im Dreißigjährigen Krieg hatte auch Bendeleben schwer unter Landsknechten, Hunger und Pest zu leiden. 
Bendeleben war 1686/1687 von der Hexenverfolgung betroffen. Margaretha, Witwe von Hermann Weiße, geriet in einen Hexenprozess. Trotz Folter konnte von ihr kein Geständnis erpresst werden und sie wurde freigelassen.
1763 erwarb Johann Jacob von Uckermann („der Zweite“) Gut und Burg. Er ließ den baufälligen Rittersitz abtragen und ein Schloss an seiner Stelle errichten, baugleich dazu ein Inspektorenhaus, zusammen eine symmetrische Anlage. Gleichzeitig entstanden Wohn- und Wirtschaftsgebäude sowie weitere Bauten im barocken Stil. 1770 folgte die Neugestaltung des Lustgartens und der Bau einer Orangerie. Aus dem Hirschgarten wurde ein großer Schlosspark im englischen Stil. 
Durch die Beschlüsse des Wiener Kongresses kam die ehemalige Exklave Bendeleben des kursächsischen Amts Weißensee im Jahr 1816 zur Unterherrschaft des Fürstentums Schwarzburg-Sondershausen. 1827 erbte der kursächs. Major und Wissenschaftler Johann Jacob von Uckermann (genannt „der Dritte“) (1763–1836) den Besitz, richtete eine Sternwarte im Schlossturm ein; 1831 schaffte er die Frondienste ab. 1835 kam der Pfarrer und Geograph Johann Günther Friedrich Cannabich nach Bendeleben. 1849 erwarb der Kaufmann Wilhelm Krause aus Braunschweig Rittergut und Schloss. Er wurde 1852 in den Adelsstand erhoben. 1853 begann er erfolgreich mit dem Abbau von Braunkohle in der Luisengrube, das Vorkommen war 1878 erschöpft. 1860/1861 ließ von Krause das Neue Schloss erbauen. Ab 1865 förderte der „Kunstgärtner“ Heinemann den Obst- und Gemüseanbau im Ort. 
Nach seiner Rückkehr aus Krieg und Gefangenschaft 1920 widmete sich der Diplomat und Gutsherr Wilhelm Baron von Krause ab 1920 voll seinem Besitz in Bendeleben. Unter ihm und seiner Frau Franziska von Krause geb. von Schmidthals, verw. Fürstin von Lieven wurde das Schloss gründlich umgestaltet und modernisiert, im Park ein Sportplatz und Badehaus errichtet. Das Rittergut wurde zu einem landwirtschaftlichen Musterbetrieb mit Ausstrahlung auf die Region. Gutsverwalter war  von 1927 an Max Hansen, ein erfolgreicher Tier- und Pflanzenzüchter. In den 1920er und Anfang der 1930er Jahre war an der Pflanzenzüchtung auch Alexandra von Oelsen (ab 1933 Alexandra von Arnim) beteiligt, die Tochter von Franziska von Krause. Behördlich anerkannt wurden die gezüchteten Futtermittelsorten Bendelebener Luzerne (1935) und Esparsette als Bendelebener D4 (1944).
Am 11. April 1945 erfolgte die Besetzung von Bendeleben durch US-amerikanische Truppen. Nach deren Ablösung durch die Rote Armee Anfang Juli 1945 wurde die Familie von Krause entschädigungslos enteignet und hatte innerhalb 24 Stunden Schloss und Ort zu verlassen. Wilhelm von Krause wurde verhaftet, zusammen mit anderen Gutsbesitzern in das Gefängnis Sondershausen verbracht und später wieder freigelassen. Von Krauses gingen nach Grainau in Oberbayern. Den Gutsadministrator Max Hansen verbrachte man in das sowjetische Speziallager Buchenwald, wo er im Dezember 1945 starb und in einem Massengrab beerdigt wurde. Das Schloss mit seinem wertvollen Inventar wurde ausgeplündert. Von den Gemälden verschwand auch eine historische Darstellung von König Jerome von Westphalen bei Inspektion eines Manövers seiner Truppen 1809 bei Bendeleben. Bei der Bodenreform 1946 wurden 300 Hektar Land an landarme Bauern aufgeteilt, der Rest wurde Volkseigenes Saatzuchtgut. 1951 baute man eine Saatzuchtstation. Anfang der 1950er Jahre wurde die „LPG Friedrich Engels“ gegründet. 1970 baute man das Schloss als Alters- und Pflegeheim um. Viele Gebäude verfielen während der DDR-Zeit. Die Mauer um den Schlosspark wurde streckenweise als Steinbruch für den Wegebau verwendet.
1990 wandelte sich die LPG zur Genossenschaft (e. G.). 1991 wurden das VEG und die Saatzuchtstation abgewickelt. Im gleichen Jahr pachteten Alexandra Gräfin von Arnim (die Adoptivtochter von Wilhelm von Krause) und deren Sohn Thomas Graf von Arnim das Gut mit 360 Hektar Ackerland. Beide kümmerten sich um die Wiederherstellung der barocken Gutsanlagen von Bendeleben. Alexandra von Arnim verstarb 1999 in Bayern. 1999 begann unter finanzieller Beteiligung der Deutschen Stiftung Denkmalschutz die Restaurierung der Orangerie (2010 abgeschlossen) und des früheren Lustgartens. Man merkt dem „Barockdorf Bendeleben“ an, wie viele Initiativen von Bürgerschaft, Gemeinde, verschiedenen Institutionen und nicht zuletzt vom Ehepaar Thomas und Sabine von Arnim wirksam geworden sind. 2001 wurden mehrjährige Sanierungsarbeiten am Neuen Schloss beendet, das im Besitz der Arbeiterwohlfahrt als Senioren- und Pflegeheim dient. Die Agrargenossenschaft ist jetzt Bestandteil der „Landgut GmbH Bendeleben/Badra“.
Am 31. Dezember 2012 schloss sich die Gemeinde Bendeleben mit weiteren Gemeinden der Verwaltungsgemeinschaft Kyffhäuser zur Gemeinde Kyffhäuserland zusammen. Bendeleben war Sitz der Verwaltungsgemeinschaft Kyffhäuser und ist auch der Sitz der neuen Gemeinde.

### Einwohnerentwicklung
Entwicklung der Einwohnerzahl der Gemeinde Bendeleben (31. Dezember):
| - 1994: 825 - 1995: 797 - 1996: 811 - 1997: 809 - 1998: 811 - 1999: 792 | - 2000: 811 - 2001: 804 - 2002: 795 - 2003: 776 - 2004: 772 - 2005: 747 | - 2006: 741 - 2007: 726 - 2008: 711 - 2009: 694 - 2010: 698 - 2011: 681 |

Datenquelle: Thüringer Landesamt für Statistik

## Kultur und Sehenswürdigkeiten

### Bauwerke
- Die erhaltenen Gutsgebäude aus dem 18. Jahrhundert:
  - Das im Privatbesitz befindliche Uckermannsche Schloss entstand nach 1760 am Platz einer älteren Wasserburg. Es hat, weil noch fast vollständig erhalten, eine große kulturhistorische Bedeutung für Thüringen. Es ist ein zweistöckiger, verputzter Fachwerkbau mit Mansardwalmdach und  Dachturm. Im Schlossturm befand sich im 19. Jahrhundert die Sternwarte des Astronomen Freiherrn Johann Jacob von Uckermann. Alle Möbel im Schloss sollen aus englischem Mahagoni-Holz gewesen sein. Dem Schloss gegenüber liegt das baugleiche Inspektorenhaus.[7]
  - Rokoko-Orangerie von 1770 (von 1999 bis 2010 restauriert) mit seitlichen Gewächshäusern mit Sonnenfangdächern und französischem Garten
- Das Neue Schloss von 1860/1861, auf Eichenpfählen erbaut, dient jetzt als Seniorenheim der Arbeiterwohlfahrt und ist nicht öffentlich zugänglich. Von 1945 bis 1970 hatte das Schloss eine „wechselvolle Geschichte“ (Ortschronist). Dazu gehörten auch die Plünderungen 1945.
- Die Dorfkirche St. Pankratius wurde während der Amtszeit von Pfarrer Johannes Clajus neu erbaut. Sie verfügt über eine prachtvolle frühbarocke Ausstattung, die in ihrer Geschlossenheit und Qualität die protestantische Frömmigkeit und den Repräsentationswillen eines thüringischen Rittergeschlechtes bezeugt wie kaum eine andere Kirche der Region. Zu den wichtigsten Objekten gehören ein Retabel-Altar von 1590, eine mit Reliefs und Skulpturen verzierte Kanzel von 1611, eine mit Motiven des Jüngsten Gerichts bemalte Herrschaftsloge von 1674, ein aufwändig gestalteter Predigerstuhl von 1673, eine um 1650 gebaute Orgel, das monumentale, 1661 entstandene Epitaph der Herren von Bendeleben und zahlreiche weitere, zum Teil reich dekorierte Grabmale und Epitaphien ab der Mitte des 16. Jahrhunderts. In einem nördlich an die Kirche anschließenden Vorraum ist das Erbbegräbnis der Herren von Bendeleben untergebracht.
- Historisches Pfarrhaus, mit Gedenktafeln für Johann Clajus und Johann Günther Friedrich Cannabich, die dort wirkten
- Kirchhof mit dem Freiherrlich Uckermannschen Erbbegräbnis und dem Denkmal für die Gefallenen beider Weltkriege
- Zahlreiche historische Gebäude im Ort, wie das Forsthaus, die Alte Post, ein Gasthaus und die Alte Mühle

### Schlosspark
Freiherr Johann Jacob von Uckermann und seine Gattin Christiane legten ab 1765 einen englischen Landschaftspark an. In dem 21 Hektar großen Park befinden sich neben wertvollen Gehölzen und Bäumen, darunter eine mächtige 300 Jahre alte Blutbuche, sieben Fischteiche und ein Römisches Bad. Umgeben ist der Park von einer historischen Sandsteinmauer.

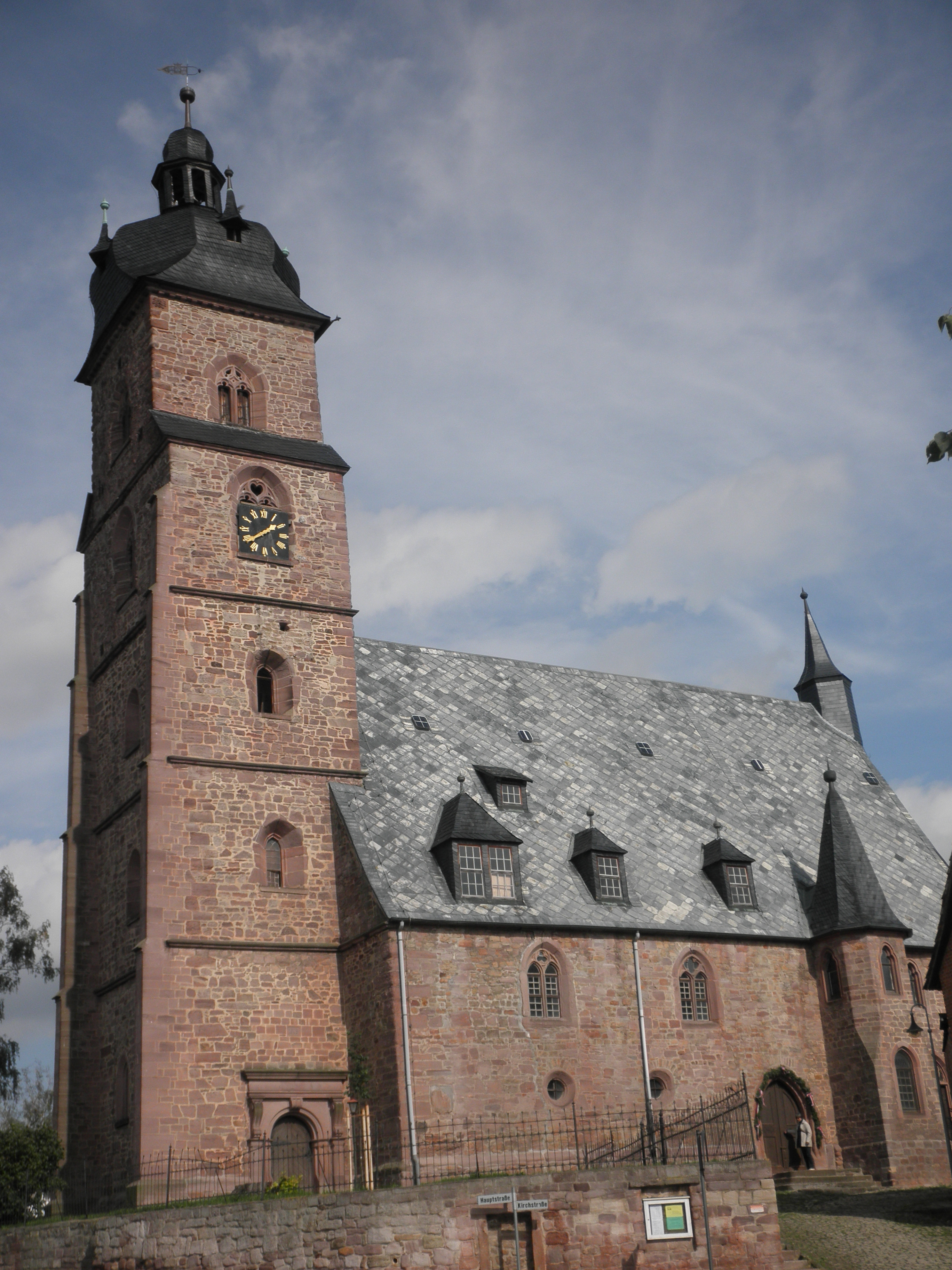
Kirche St. Pankratii in Bendeleben
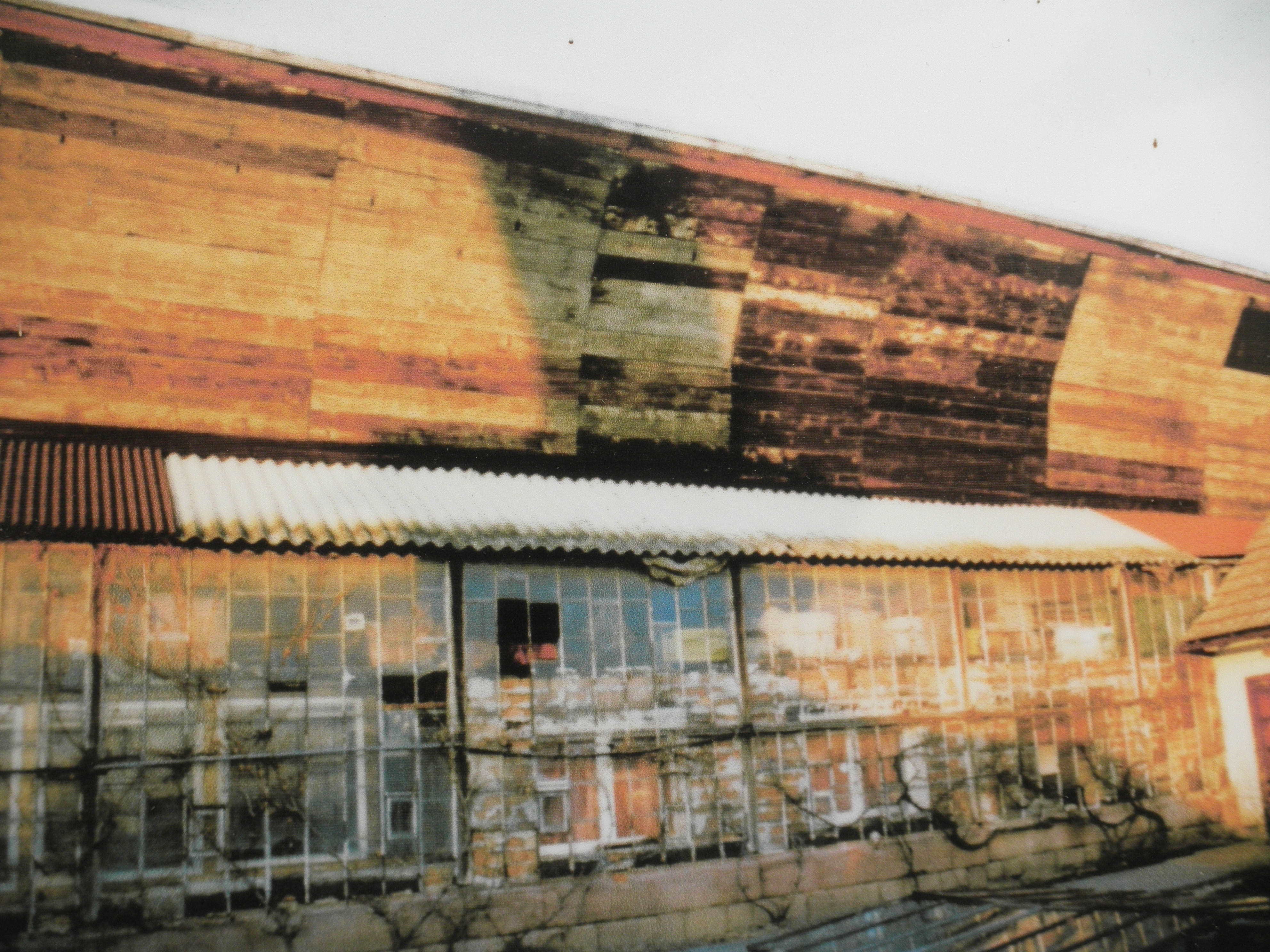
Sonnenfanghaus der Orangerie 1999
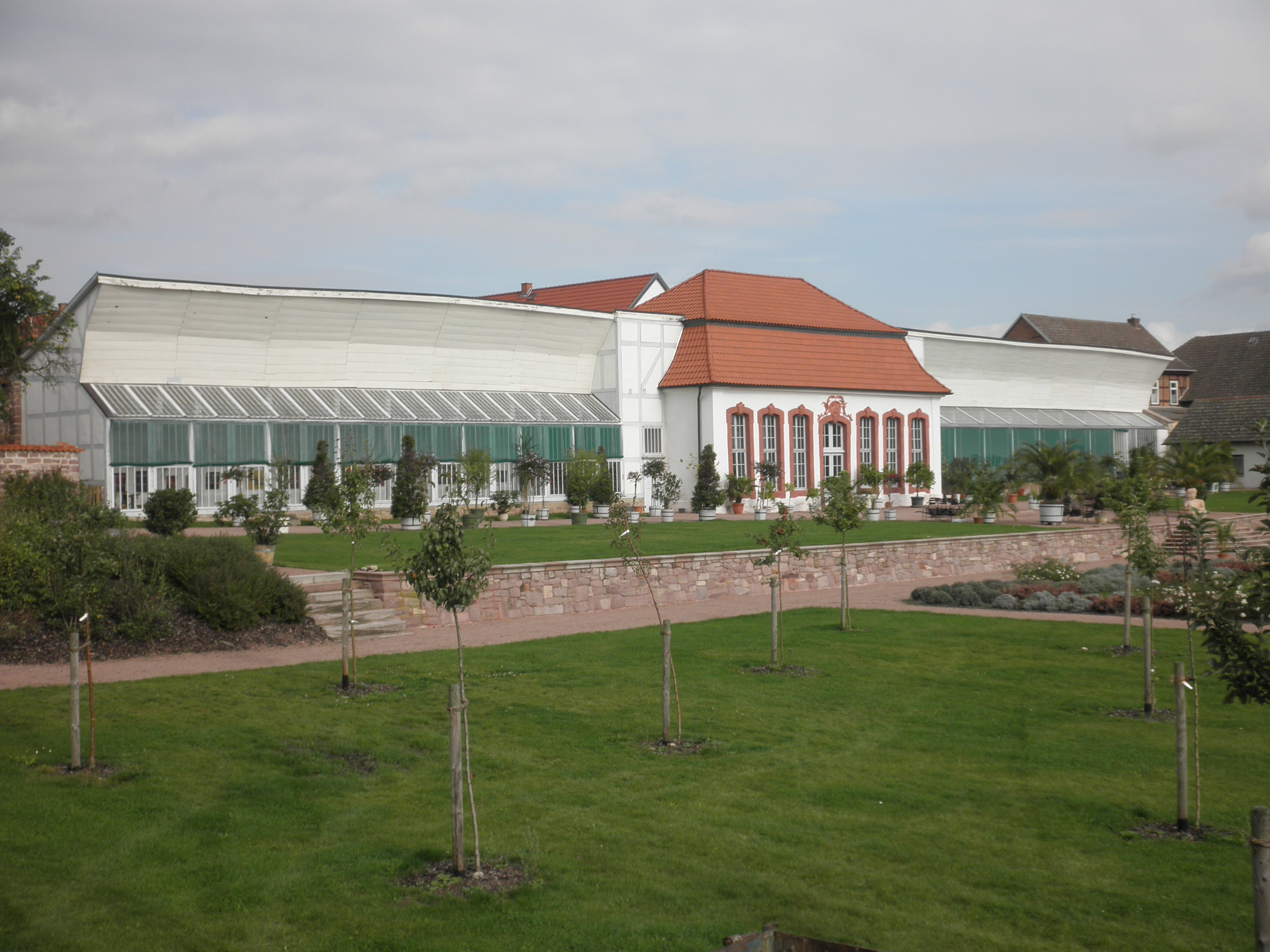
Orangerie mit Sonnenfanghäusern 2010
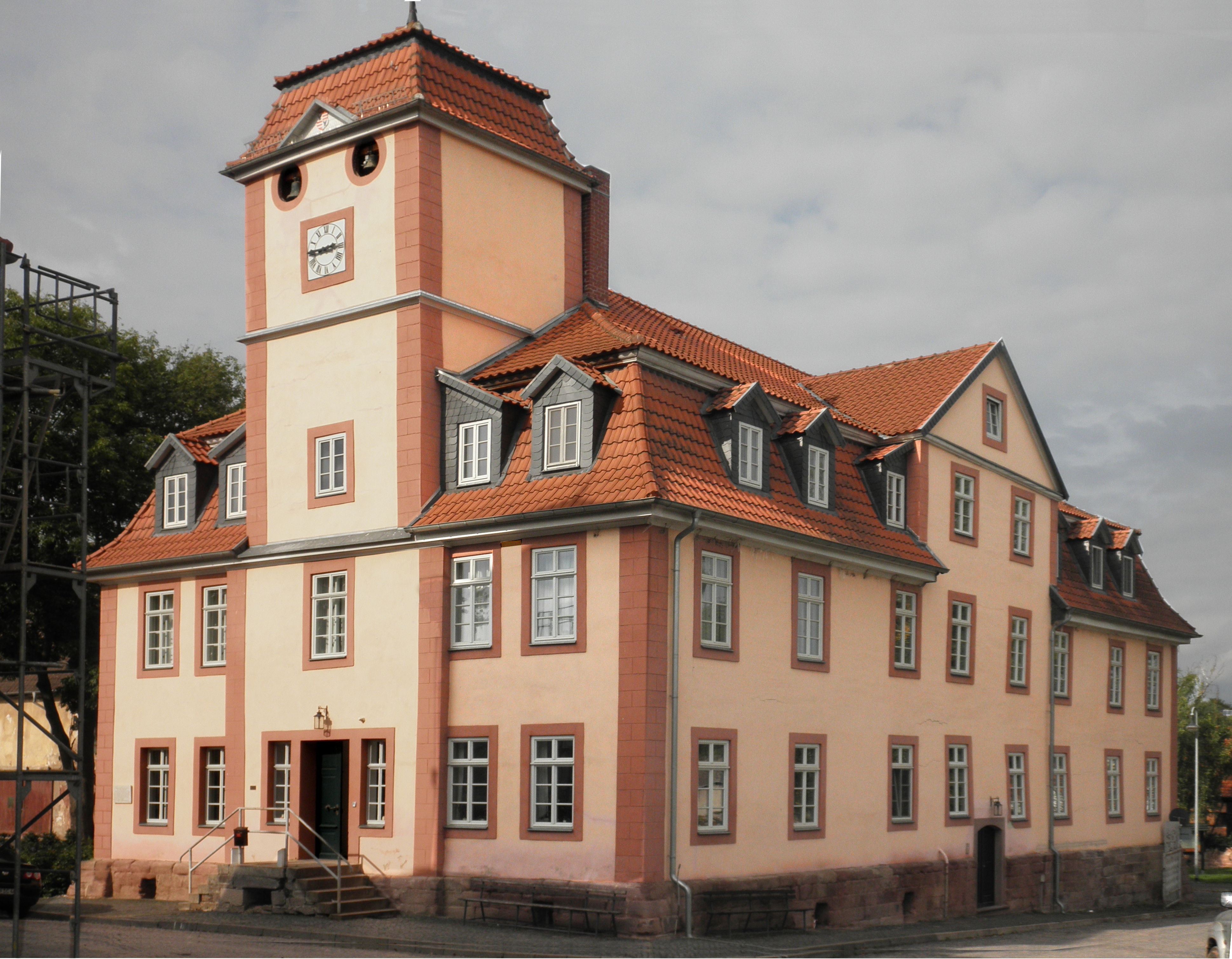
Uckermannsches Schloss in Bendeleben
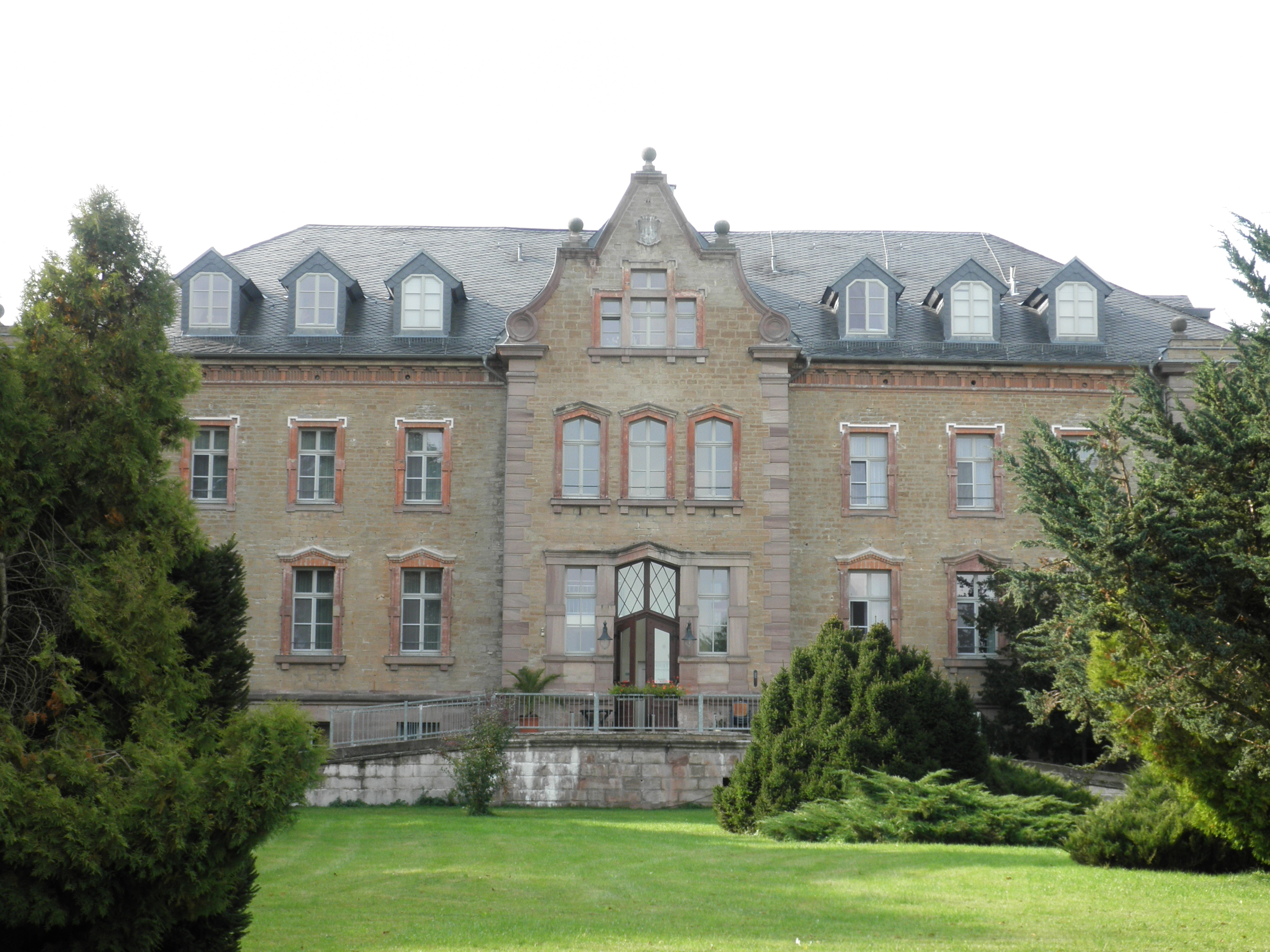
Neues Schloss in Bendeleben
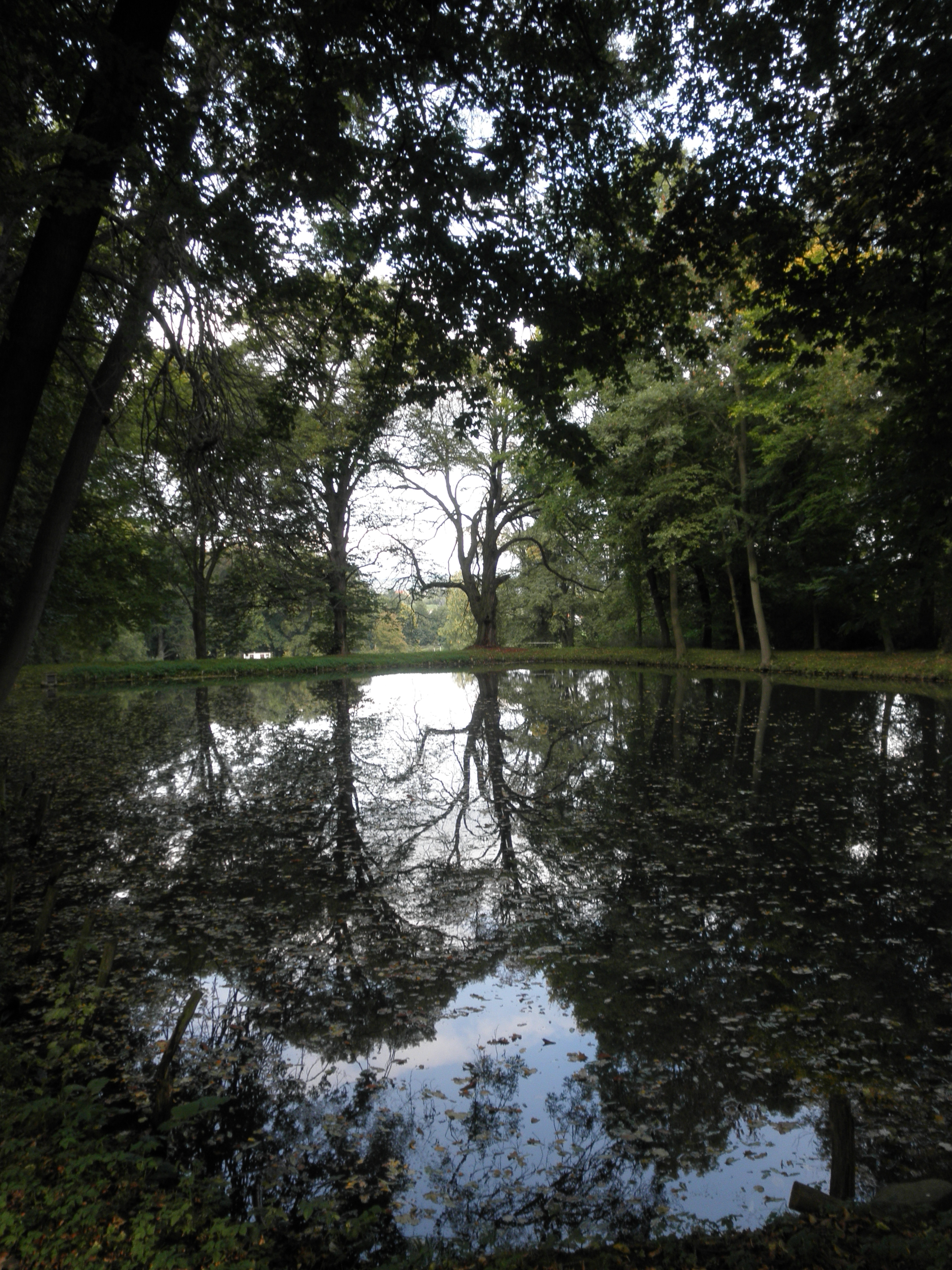
Fischteich im Schlosspark Bendeleben

## Wirtschaft
Das von Arnimsche Gut und die „Landgut GmbH Bendeleben/Badra“ bestimmen die Wirtschaft in Bendeleben.

## Touristik
Durch Bendeleben führen folgende Wanderwege: Geo-Pfad Kyffhäuser, Cannabich-Weg, Windleite-Weg, der Hauptwanderweg Eisenach-Wernigerode und der Barbarossaweg.
Besichtigungswert sind die obengenannten Bauwerke, der Schlosspark, die Kleine Wipper (Meisterleistung der mittelalterlichen Wasserbaukunst) mit Aquädukt über den Siedenbach und der Naturgarten (westlich des Ortes). In der Nähe des Segelteiches befinden sich sechs Erdfälle. In der Umgebung gibt es noch einen frühgeschichtlichen Ringwall (wohl germanische Kultstätte) im Markgrafenholz, die Flurbezeichnung Schachtloch (Braunkohlenabbau im 19. Jahrhundert) und das 1975 gesprengte Erbbegräbnis der Familie von Krause auf dem Gartenberg.

## Persönlichkeiten, die vor Ort gewirkt haben
- Johannes Clajus (1535–1592), Theologe, Pädagoge, 1578 Verfasser einer Deutschen Grammatik nach Martin Luther
- Johann Günther Friedrich Cannabich (1777–1859), Lehrer, Pfarrer und Geograph
- Johann Jacob von Uckermann („der Zweite“) (1718–1781), Reformator des Postwesens in Hessen, Gutsherr auf Weesenstein und ab 1765 in Bendeleben. Errichtete das „Uckermannsche Schloss“, das Mustergut, Orangerie, Lustgarten und Schlosspark
- Johann Jacob von Uckermann („der Dritte“) (1763–1836), Gutsherr auf Weesenstein und Bendeleben, Astronom (Sternwarte im Schlossturm), Wohltäter der Gemeinde
- Wilhelm von Krause (1803–1873), Herr auf Bendeleben ab 1849/1852, auf ihn geht das „Neue Schloss“ zurück, Mitglied des Landtags des Fürstentums Schwarzburg-Sondershausen
- Otto von Bendeleben-Uckermann (1804–1855), Erb-, Lehn- und Gerichtsherr auf Bendeleben und Mitglied des Landtags des Fürstentums Schwarzburg-Sondershausen
- Max Hansen (Gutsverwalter) (1865–1945), Administrator auf Rittergut Bendeleben, Tier- und Pflanzenzüchter. Verstorben im sowjetischen Internierungslager Buchenwald.
- Wilhelm von Krause (1874–1949), Diplomat,[8] Kammerherr, Fideikommissherr und dann Allodgutbesitzer,[9] letzter Besitzer[10] von Schloss und Gut Bendeleben bis 1945
- Alexandra von Arnim (geb. von Oelsen) (1905–1999), Diplomlandwirtin, an Pflanzenzucht in Bendeleben beteiligt gewesen, lebte ab 1945 in Grainau in Bayern, pachtete und erwarb dann 1991 das (bis 1945 ihrem Stiefvater Wilhelm von Krause gehörende) Gut in Bendeleben und kümmerte sich um Erhalt und Erneuerung der Gebäude